# Epimecis semicompleta
Epimecis semicompleta là một loài bướm đêm trong họ Geometridae.